# Liste des gouverneurs du comté de Nordland
Voici la liste des gouverneurs de comtés  (en norvégien : Fylkesmenn) du comté du Nordland, Norvège.
| Gouverneurs du comté de Nordland | Gouverneurs du comté de Nordland | Gouverneurs du comté de Nordland | Gouverneurs du comté de Nordland | Gouverneurs du comté de Nordland |
| Début du mandat                  | Fin du mandat                    | Nom                              | Naissance                        | Décès                            |
| -------------------------------- | -------------------------------- | -------------------------------- | -------------------------------- | -------------------------------- |
| 1811                             | 1815                             | Christen Elster                  | 1763                             | 1833                             |
| 1815                             | 1828                             | Johan Ernst Berg                 | 1768                             | 1828                             |
| 1829                             | 1833                             | Adam Johan Frederik Poulsen      | 1798                             | 1876                             |
| 1834                             | 1847                             | Lars Bastian Ridder Stabell      | 1798                             | 1860                             |
| 1848                             | 1853                             | Nils Weyer Arveschoug            | 1807                             | 1894                             |
| 1854                             | 1858                             | Paul Peter Vilhelm Breder        | 1816                             | 1890                             |
| 1858                             | 1867                             | Carsten Smith                    | 1817                             | 1884                             |
| 1867                             | 1878                             | Claus Nieuwejaar Worsøe          | 1822                             | 1906                             |
| 1878                             | 1889                             | Otto Benjamin Andreas Aubert     | 1841                             | —                                |
| 1890                             | 1908                             | Rasmus Theisen                   | 1837                             | 1908                             |
| 1908                             | 1913                             | Anton Omholt                     | 1861                             | 1925                             |
| 1913                             | 1921                             | Jonas Pedersen                   | 1871                             | 1953                             |
| 1922                             | 1939                             | Olaf Amundsen                    | 1876                             | 1939                             |
| 1940                             | 1951                             | Karl Hess Larsen                 | —                                | —                                |
| 1951                             | 1966                             | Bue Fjermeros                    | 1912                             | 2000                             |
| 1966                             | 1983                             | Ole Aavatsmark                   | 1918                             | 1983                             |
| 1985                             | 1991                             | Odd With                         | 1921                             | 2006                             |
| 1991                             | 1993                             | Davis Johansen                   | 1926                             | —                                |
| 1993                             | 2007                             | Åshild Hauan                     | 1941                             | —                                |
| 2007                             | Aujourd'hui                      | Ola Bjerkaas                     | 1952                             | —                                |